# Christophe Honoré
Pour les articles homonymes, voir Honoré.
Christophe Honoré est un réalisateur, scénariste, écrivain, dramaturge et metteur en scène français, né le 10 avril 1970 à Carhaix (Finistère).
En tant que cinéaste, il a réalisé quatorze longs métrages dont Les Chansons d'amour (2007), Les Bien-aimés (2011) et Plaire, aimer et courir vite (2018) pour lequel il remporte le prix Louis-Delluc.
Comme écrivain, il est notamment l'auteur de romans pour enfants et adolescents, dans lesquels il aborde les thèmes réputés difficiles du suicide, du SIDA, de l'homoparentalité, du mensonge des adultes, ou des secrets de famille.
Il est l'un des rares cinéastes contemporains français à renouveler le genre de la comédie musicale avec des films musicaux comme Les Chansons d'amour et Les Bien-aimés.

## Biographie

### Jeunesse et formations
Christophe Honoré naît le 10 avril 1970 à Carhaix, dans le Finistère, et grandit à Rostrenen, dans les Côtes-d'Armor. Le 9 novembre 1985, son père meurt dans un accident de voiture. Cet événement traumatisant est un tournant pour l’adolescent de 15 ans et l’inspira pour son long-métrage Le Lycéen.
Adolescent, il se rend au cinéma tous les week-ends avec ses copains, au Ciné Breiz. Il commence à s'intéresser au cinéma et tient la chronique "cinéma" du journal de son école. Avec son frère, il crée l’association Le Théâtre du zénith et monte des pièces dans les salles des fêtes comme La Musica de Duras ou Le Père Noël est une ordure de la troupe du Splendid. Fervent lecteur des Cahiers du cinéma et de critiques, Christophe Honoré décide d'étudier en 1988 à l'université Rennes-II pour suivre une formation de lettres ainsi qu’une école de cinéma. Il déserte finalement l'université au profit du cinéma.

### Carrière

#### Débuts (1995-1998)
En 1995, Christophe Honoré s'installe à Paris, et publie son premier livre pour enfants (Tout contre Léo), mais aussi des romans et des pièces de théâtre. Il devient chroniqueur pour plusieurs revues, dont les Cahiers du cinéma. Parallèlement, il est embauché comme stagiaire pour le festival Premiers plans d’Angers [consacré aux premières œuvres cinématographiques européennes]. Honoré rédigeait alors les fiches de tous les films. Par la suite, Claude-Eric Poiroux, délégué général du festival, l'a embauché et envoyé au Festival de Cannes.
Par la suite, il entame la rédaction d'un journal de bord de cinéphile qu'il fait parvenir à Serge Toubiana, alors rédacteur en chef des Cahiers du cinéma. Il est embauché la semaine suivante et se voit offrir une chronique mensuelle « Le billet du spectateur ».
En 1998, il publie « Triste moralité du cinéma français », un texte polémique sur le cinéma français, dans lequel il critique notamment le film de Robert Guédiguian Marius et Jeannette et le film d'Anne Fontaine Nettoyage à sec qu'il trouve moralisateurs. Le texte fait l'objet d'une polémique et suscite notamment de vives réactions de la part de Robert Guédiguian et de l'Association du cinéma indépendant pour sa diffusion. Serge Toubiana, alors directeur de la rédaction des Cahiers du cinéma, considère cependant que la critique d'Honoré est légitime.

#### Premières réalisations (1998-2006)
Christophe Honoré crée sa première pièce de théâtre, Les Débutantes, au Festival Off d’Avignon en 1998, pièce diffusée par la suite sur France Culture en octobre 2003.
Après un court métrage en 2001, intitulé Nous deux, il est révélé, en 2002, auprès de la critique par deux longs-métrages : tout d'abord le drame 17 Fois Cécile Cassard, opposant l'actrice confirmée Béatrice Dalle et la valeur montante Romain Duris. Et pour la télévision, il adapte sous la forme d'un téléfilm son roman Tout contre Léo, sorti en 1996. Le premier rôle est tenu par Yaniss Lespert.
En 2004, sort son film Ma mère, adapté du roman du même nom de Georges Bataille, dont il confie les deux rôles principaux à Isabelle Huppert et Louis Garrel. Le film rassemble 125 000 spectateurs en Europe dont 90 000 en France. Honoré lui-même dit que cette adaptation était une impasse et qu'il n'a trouvé sa manière personnelle de faire du cinéma qu'avec son film suivant Dans Paris.
En 2005, il revient, invité officiellement au Festival d'Avignon, avec une nouvelle pièce, Dionysos impuissant, adaptation contemporaine des Bacchantes d'Euripide avec Louis Garrel dans le rôle de Dionysos et Joana Preiss dans le rôle de Sémélé.
Porté par le tandem Louis Garrel-Romain Duris, son film suivant, Dans Paris (2006), rassemble 220 000 spectateurs en Europe dont 195 000 en France.

#### Reconnaissance (2007-2012)
En 2007, Christophe Honoré réalise le drame musical Les Chansons d'amour, sélectionné en compétition officielle lors du Festival de Cannes 2007. Ce film est nommé dans quatre catégories pour les César du cinéma 2008 et remporte le César de la meilleure musique originale pour le compositeur Alex Beaupain, son fréquent collaborateur.
En janvier 2008, il commence le tournage de La Belle Personne une version contemporaine de la Princesse de Clèves pour Arte, diffusée en septembre 2008 avant de sortir quelques jours plus tard au cinéma. Il dit avoir eu envie de réaliser ce film en réaction à des propos de Nicolas Sarkozy, alors Président de la République française, qui avait déconsidéré cet ouvrage.
En 2008, il met en scène Angelo, tyran de Padoue de Victor Hugo. Le spectacle est créé au Festival d'Avignon, puis repris en tournée. Clotilde Hesme, Emmanuelle Devos, Marcial Di Fonzo Bo font entre autres partie de la distribution. Il devient artiste associé au théâtre de Lorient.
En 2009, il réalise son septième long-métrage, intitulé Non ma fille, tu n'iras pas danser, avec Chiara Mastroianni dans le rôle principal.

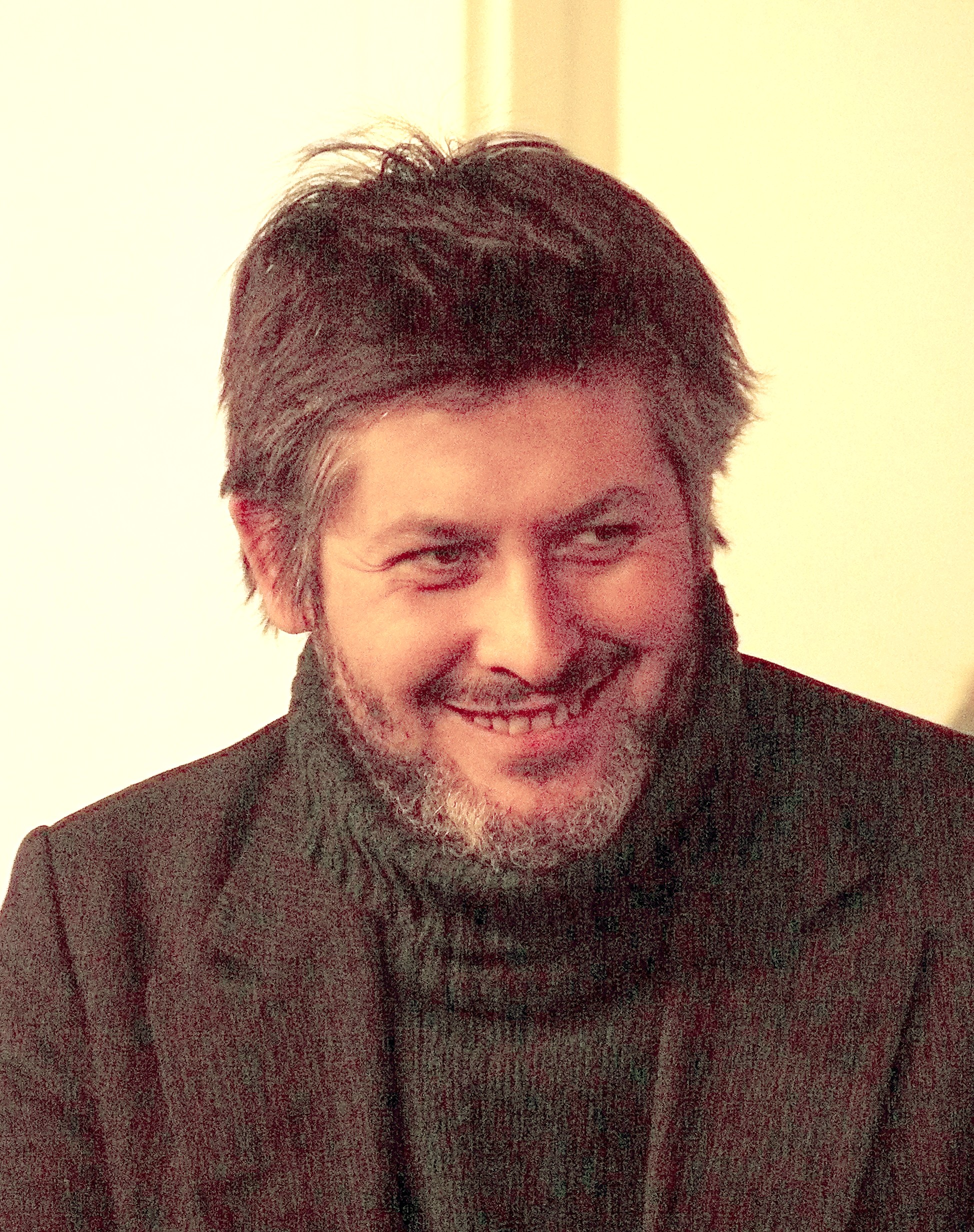
Christophe Honoré en 2010.

Le 24 août 2011, il revient au film musical avec Les Bien-aimés qui est sélectionné comme film de clôture du 64e festival de Cannes.
En janvier 2012, il préside le jury de la 24e édition du Festival Premiers Plans d'Angers d'Angers.
Pour le Festival d'Avignon 2012 en coproduction avec le Théâtre national de la Colline, il écrit et met en scène Nouveau Roman, une pièce de théâtre sur les écrivains du « nouveau roman » avec pour interprètes principaux Anaïs Demoustier, Ludivine Sagnier, Brigitte Catillon, Annie Mercier et Julien Honoré. La même année, il écrit deux pièces de théâtre, Un jeune se tue, mis en scène au festival d'Avignon par les élèves de l'école de la Comédie de Saint-Étienne, et La Faculté, également mis en scène au festival d'Avignon par Éric Vigner.

#### Diversification (depuis 2013)
En mai 2013, Christophe Honoré commence le tournage d'une adaptation cinématographique des Métamorphoses d'Ovide. Le long-métrage, sorti en 2014, amène le réalisateur encore plus loin dans le cinéma d'auteur. Il renonce d'ailleurs à des acteurs connus pour diriger des novices.

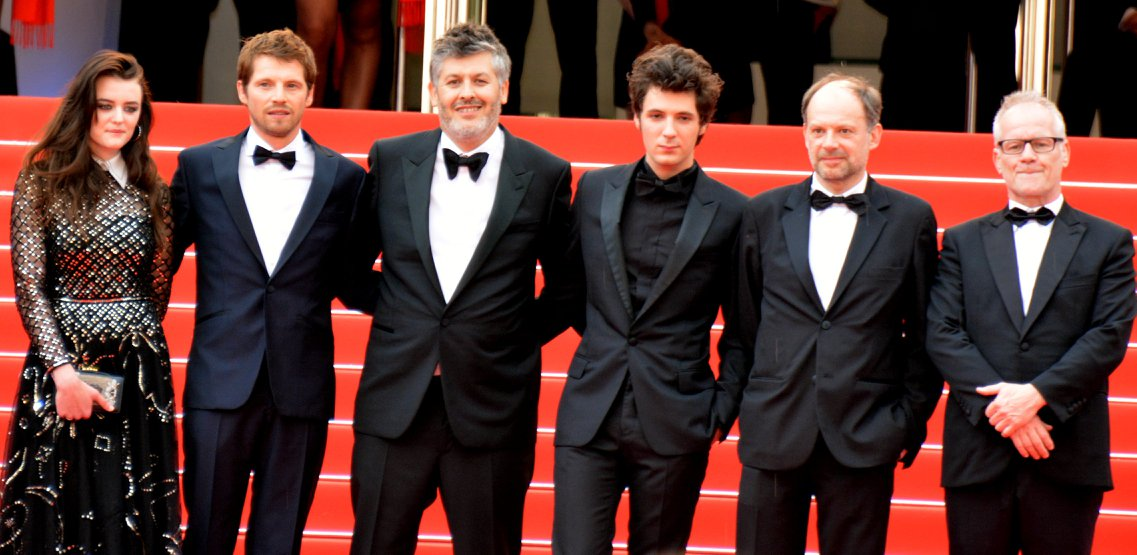
L'équipe de Plaire, aimer et courir vite lors de la montée des marches du festival de Cannes 2018.

En 2014, il signe sa première mise en scène lyrique avec Dialogues des carmélites de Francis Poulenc.
En 2016, il surprend en se lançant dans un cinéma plus grand public, avec Les Malheurs de Sophie, une adaptation du classique homonyme de la comtesse de Ségur. Le cinéaste y dirige Anaïs Demoustier dans le rôle de Mme de Fleurville, Golshifteh Farahani dans celui de Mme de Réan et surtout Muriel Robin dans le rôle de l'impitoyable Mme Fichini. La même année, il fonde sa compagnie Comité dans Paris, dans le but de porter la production et la diffusion de ses spectacles, dont Les Idoles (2018) pour lequel il remporte le prix de la Critique, et Le Ciel de Nantes (2021) avec le théâtre de Vidy-Lausanne. Les deux spectacles sont présentés en tournée nationale ainsi qu'au théâtre de l'Odéon.
En mai 2018, son nouveau film, tourné en 2017 dans sa Bretagne natale, Plaire, aimer et courir vite semble annoncer un retour à ses premiers succès critiques : le film, qui raconte l'histoire d'un étudiant (Vincent Lacoste) tombant amoureux d'un écrivain (Pierre Deladonchamps) dans les années 1990, est présenté en sélection officielle au Festival de Cannes 2018.
Il intervenait régulièrement dans l'émission radiophonique de Claire Vassé Le Cinéma l'après-midi, sur France Culture et a enseigné à la Femis.

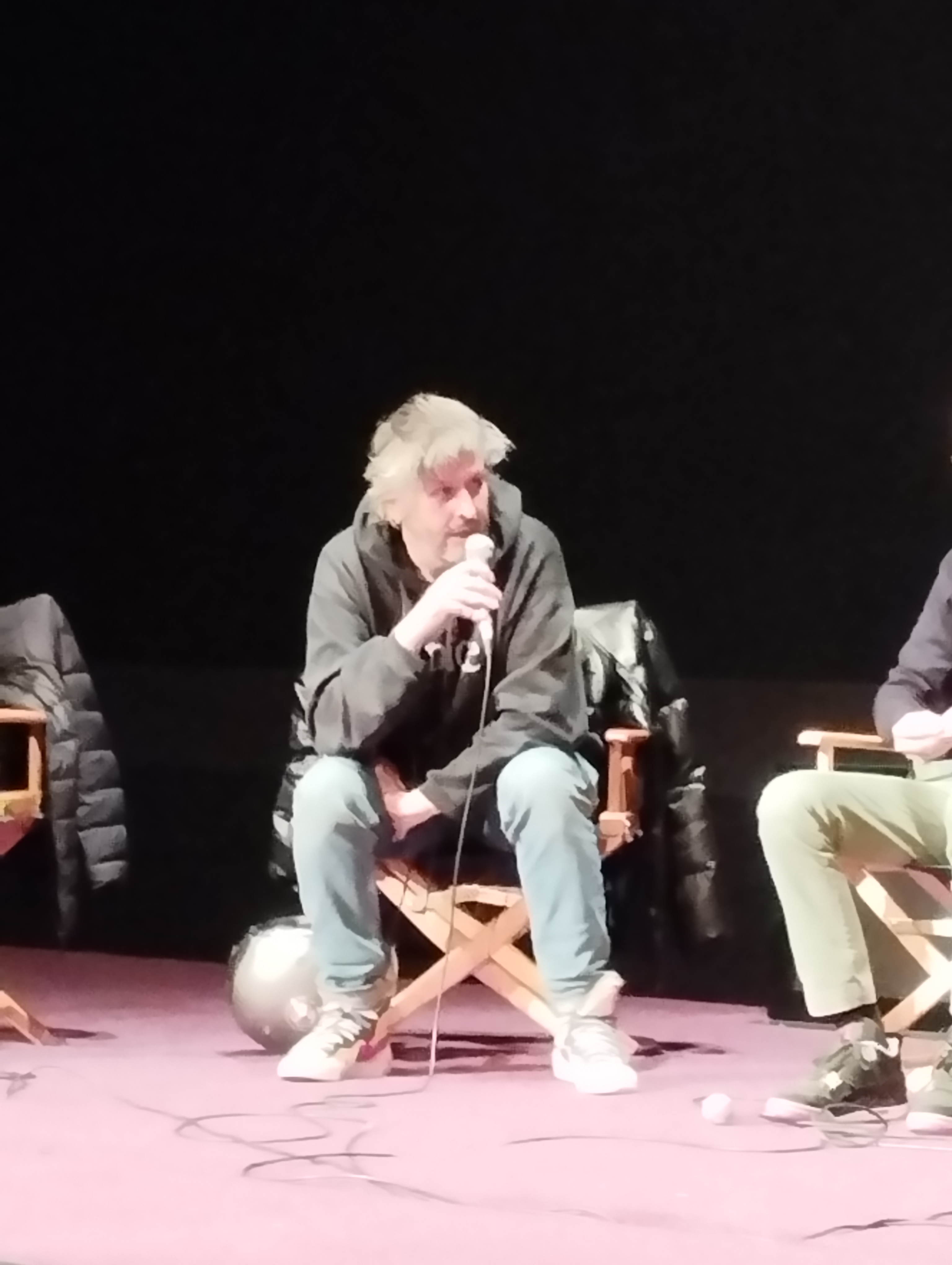
Christophe Honoré à la Cinémathèque française en mars 2023.

En 2018, il abandonne un projet de film dont l'histoire se déroulait durant l'occupation pour se consacrer à l'écriture de Chambre 212, en souhaitant aborder le thème de la conversation conjugale. L'année suivante, le film est présenté au Festival de cannes dans la section Un certain regard ; Chiara Mastroianni y remporte le prix d'interprétation et offre son prix à Christophe Honoré,.
En 2022, il signe Le Lycéen, sans doute son film le plus personnel. Christophe Honoré puise dans sa propre histoire – il a perdu son père lorsqu’il avait 15 ans – pour raconter l’histoire de Lucas, un adolescent gay de 17 ans qui mène une existence teintée d’insouciance et dont la vie vole en éclats à la mort brutale de son père. Le film est sélectionné en compétition officielle au Festival international du film de Saint-Sébastien.
En 2023, il tourne son seizième long-métrage qui est une variation fantaisiste centrée sur Chiara Mastroianni qui fait revivre la figure de son père. Elle se fait appeler Marcello, s’habille comme lui et tient à ce qu’on la considère désormais comme un acteur. Le film, intitulé Marcello mio met notamment en scène Catherine Deneuve, Fabrice Luchini, Melvil Poupaud, Nicole Garcia, Benjamin Biolay et Hugh Skinner est présenté en compétition officielle au Festival de Cannes 2024. L'année suivante, Christophe Honoré est de retour au festival de Cannes 2025 comme Président du jury de la Queer Palm à l'occasion du 15e anniversaire du prix.

## Prises de positions cinématographiques
Christophe Honoré cite régulièrement Jacques Demy comme une de ses principales influences et le décrit comme un « parrain imaginaire », en avouant se reconnaître dans « sa manière de filmer les hommes et de rêver le cinéma depuis un territoire provincial très simple ». Il cite Lola parmi ses films préférés.
Il cite régulièrement François Truffaut qu'il a découvert à l'adolescence par la lecture de sa correspondance. Il le qualifie de « figure même du cinéaste ». Il déclare à son propos : « J'avais l’impression que Truffaut c’était à la fois Renoir, Vigo, la Nouvelle Vague à lui tout seul, et tout le cinéma des années 70 que je voyais à la télévision depuis la porte de la salle à manger quand je me cachais de mes parents ».
À la fin des années 90, Christophe Honoré signe dans les Cahiers du cinéma des textes polémiques dont le héros est un dénommé Roland Cassard, clin d'oeil à un personnage-clé de l’œuvre de Demy. Il y pose les bases de son propre cinéma, qu'il s'apprête à faire exister sur pellicule.
Il loue Mystery Train de Jim Jarmusch en saluant la capacité du réalisateur à envisager le cinéma comme « un acte de nécromancie qui convoque toujours des fantômes ».
En 2022, à l’invitation du journal Le Monde, Christophe Honoré rend un vibrant hommage post-mortem à Jean-Luc Godard et à son cinéma et appelle spectateurs et cinéastes à chercher les échos de son œuvre dans les films à venir. Il déclare : « Jean-Luc Godard n’est pas un cinéaste qui m’a marqué, qui m’a construit ; il est le cinéaste auquel j’ai cru ». Il ajoute : « Les cinéastes capables de produire des films comme des étreintes ne sont pas si rares, mais aucune étreinte n’est exaltante comme celle d’un film de Jean-Luc Godard ».

## Engagements publics
En 2009, il intervient dans le débat public en signant avec d'autres personnalités du cinéma comme Gaël Morel, Paulo Branco ou encore Jeanne Balibar, une « lettre ouverte aux spectateurs citoyens » contre l'adoption de la loi Création et Internet et défend d'autres voies comme l'adoption d'une licence globale.
En 2010, il publie une tribune dans Le Monde pour défendre la littérature jeunesse, notamment après la décision du conseil général de Seine Saint-Denis de réduire les subventions qu'il accordait jusqu'alors au Salon du livre de jeunesse de Montreuil.
Ouvertement homosexuel, il signe en novembre 2012, au moment du débat sur l'adoption de la loi visant à instituer le mariage pour tous, avec d'autres personnalités du monde de la culture une tribune dans Le Monde dénonçant le discours tenu par des responsables politiques et des responsables religieux à l'égard des homosexuels.

## Filmographie

### Réalisateur et scénariste
- 2001 : Nous deux (court métrage)
- 2002 : 17 Fois Cécile Cassard
- 2002 : Tout contre Léo (téléfilm)
- 2004 : Ma mère
- 2006 : Dans Paris
- 2007 : Les Chansons d'amour
- 2008 : La Belle Personne
- 2008 : Hôtel Kuntz (court métrage)
- 2009 : Non ma fille, tu n'iras pas danser
- 2010 : Homme au bain
- 2011 : Avant la haine (clip), chanson d'Alex Beaupain chanté par Camélia Jordana et Alex Beaupain[35]
- 2011 : Les Bien-aimés
- 2014 : Métamorphoses
- 2016 : Les Malheurs de Sophie
- 2018 : Plaire, aimer et courir vite
- 2019 : Chambre 212
- 2021 : Guermantes
- 2022 : Le Lycéen
- 2024 : Marcello mio

### Scénariste
- 2000 : Les filles ne savent pas nager d'Anne-Sophie Birot
- 2002 : Novo de Jean-Pierre Limosin
- 2004 : Le Clan de Gaël Morel
- 2007 : Après lui de Gaël Morel
- 2008 : Le Bruit des gens autour de Diastème
- 2011 : Let My People Go! de Mikael Buch
- 2015 : Les Deux Amis de Louis Garrel

## Théâtre

### Auteur
- 1998 : Les Débutantes
- 2001 : Le Pire du troupeau
- 2004 : Beautiful Guys
- 2005 : Dionysos impuissant
- 2012 : La Faculté
- 2012 : Un jeune se tue
- 2012 : Nouveau Roman, présenté au Festival d'Avignon, chronique du mouvement littéraire éponyme[36],[37]
- 2015 : Violentes Femmes
- 2018 : Les Idoles
- 2020 : Dear Prudence
- 2021 : Le Ciel de Nantes, une chronique sur sa famille, qui devait être à l'origine un film[38]
- 2023 : Les Doyens, comédie sur l'éducation[39]

### Metteur en scène
- 2009 : Angelo, tyran de Padoue de Victor Hugo, Festival d'Avignon
- 2012 : Nouveau Roman, Festival d'Avignon et Théâtre national de la Colline
- 2013 : Dialogues des carmélites de Francis Poulenc, Opéra national de Lyon
- 2015 : Fin de l'histoire d'après Witold Gombrowicz, théâtre de Lorient et Théâtre national de la Colline
- 2015 : Pelléas et Mélisande de Claude Debussy, Opéra national de Lyon
- 2016 : Così fan tutte, de Wolfgang Amadeus Mozart, Festival d'Aix-en-Provence, Festival d'Édimbourg et Opéra de Lille
- 2018 : Don Carlos de Giuseppe Verdi, Opéra national de Lyon
- 2018 : Les Idoles, théâtre de l'Odéon
- 2019 : Tosca, de Giacomo Puccini, Festival d'Aix-en-Provence
- 2020 : Le Côté de Guermantes d'après Marcel Proust, Comédie-Française
- 2021 : Le Ciel de Nantes, théâtre des Célestins et théâtre de l'Odéon
- 2022 : Les Troyens de Hector Berlioz, Bayerische Staatsoper de Munich
- 2023 : Les Doyens, théâtre de la Ville

## Publications

### Romans
- 1997 : L'Infamille, éditions de l'Olivier  (ISBN 2-87929-143-7)
- 1999 : La Douceur, éditions de l'Olivier  (ISBN 2-87929-236-0)
- 2002 : Scarborough, éditions de l'Olivier  (ISBN 2-87929-310-3)
- 2005 : Le Livre pour enfants, éditions de l'Olivier
- 2017 : Ton père, Mercure de France  (ISBN 978-2-7152-3565-6), adapté au théâtre par Thomas Quillardet en 2021[40].

### Romans jeunesse
- 1996 : Tout contre Léo, coll. « Neuf », L'École des loisirs
- 1996 : C'est plus fort que moi, coll. « Neuf », L'École des loisirs
- 1997 : Je joue très bien tout seul, illustrations Nathalie Baetens, coll. « Mouche », L'École des loisirs
- 1997 : L'Affaire P'tit Marcel, illustrations Gwen le Gac, coll. « Mouche », L'École des loisirs
- 1998 : Zéro de lecture, illustration de Gwen le Gac, coll. « Mouche », L'École des loisirs
- 1998 : Une toute petite histoire d'amour, coll. « Neuf », L'École des loisirs
- 1998 : Je ne suis pas une fille à papa, coll. « Romans », éd. Thierry Magnier
- 1999 : Les Nuits où personne ne dort, coll. « Mouche », L'École des loisirs
- 1999 : Mon Cœur bouleversé, coll. « Médium », L'École des loisirs
- 1999 : Bretonneries, illustrations Gwen le Gac, Thierry Magnier (album)
- 2003 : Père et Fils, L'École des loisirs
- 2004 : M'aimer, illustrations Alan Mets, coll. « Mouche », L'École des loisirs
- 2005 : Noël c'est couic, illustrations Gwen le Gac, coll. « Mouche », L'École des loisirs
- 2005 : Torse nu, illustrations Gwen le Gac, coll. « Mouche », L'École des loisirs
- 2006 : Viens, L'École des loisirs
- 2007 : Juke-box, coll. « Médium », L'École des loisirs (ouvrage collectif de nouvelles)
- 2008 : Le Terrible six heures du soir, illustrations Gwen le Gac, Actes Sud Junior (album)
- 2010 : J'élève ma poupée, coll. « Neuf », L'École des loisirs
- 2010 : La Règle d'or du cache-cache, illustrations Gwen le Gac, Actes Sud Junior (album)
- 2013 : L'une belle, l'autre pas, illustrations Gwen le Gac, Actes Sud junior (album)
- 2016 : Un enfant de pauvres, illustrations Gwen le Gac, Actes Sud junior

### Travaux universitaires sur son travail
- Christophe Honoré, “Le cinéma nous inachève”, ouvrage collectif sous la direction de Jean Cléder et Timothée Picard, Lormont, Éditions Le Bord de l’eau, coll. “Arts en parole”, 2014.
- Présences de la chanson dans les œuvres de Christophe Honoré: entre héritages et décalage de Mickaël Picquerey,  Université de Rennes, Hal Open Sciences, 2014.
- Christophe Honoré, un cinéma à la recherche du temps perdu d'Ivane Frot, Université de Rennes, Hal Open Sciences, 2020.
- Familiarité de plateau - Questionner les écritures de plateau au regard du Ciel de Nantes de Christophe Honoré de Victor Lalmanach, Université de Rennes, Hal Open Sciences, 2021.

## Distinctions

### Décoration
- Chevalier de la Légion d'honneur (2024)[41]
- Officier de l'ordre des Arts et des Lettres (2017)[42]

### Récompenses
- Fondation Gan pour le cinéma 2000 : prix de l'aide à la création  pour 17 Fois Cécile Cassard
- Festival du film de Cabourg 2007 : Meilleur réalisateur pour Les Chansons d'amour
- Festival du film Lovers 2008 de Turin : prix spécial du jury au  pour Les Chansons d'amour
- Festival du cinéma européen de Lecce 2009 : Meilleur scénario pour La Belle Personne
- Salon du livre de jeunesse de Montreuil 2010 : prix Baobab de l'album de jeunesse pour La Règle d'or du cache-cache
- Prix Louis-Delluc 2018 pour Plaire, aimer et courir vite
- Prix de la Critique 2019 pour Les Idoles
- Grand prix de littérature dramatique (catégorie Jeunesse) 2023 pour Dear Prudence

### Nominations
- César 2009 : Meilleure adaptation pour La Belle Personne
- Festival de Cannes 2007 : Palme d'Or pour Les Chansons d'amour
- Étoiles d'or du cinéma français  2007 : Meilleur scénario pour Les Chansons d'amour
- Hublot d'Or 2007 : Meilleure Adaptation pour La Belle Personne
- Molières 2022 : Molière de l'auteur francophone vivant pour Le Ciel de Nantes
- Prix Louis-Delluc 2022 pour Le Lycéen
- Prix Lumières 2022 : Meilleur scénario pour Le Lycéen

### Sélections en festivals internationaux
- Festival de Cannes 2002 : sélection officielle section Un certain regard pour 17 Fois Cécile Cassard
- Festival de Cannes 2006 : sélection à la Quinzaine des réalisateurs pour Dans Paris
- Festival international du film de Saint-Sébastien 2008 : compétition officielle pour La Belle Personne
- Festival international du film francophone de Namur 2008 pour La Belle Personne
- Festival de Cannes 2007 : sélection officielle en compétition pour Les Chansons d'amour
- Festival du film de Londres 2008 : sélection officielle pour La Belle Personne
- Festival international du film de Locarno 2010 : sélection en compétition pour Homme au bain
- Festival de Cannes 2011 : sélection officielle film de clôture hors compétition pour Les Bien-aimés
- Mostra de Venise 2014 : sélection « Giornate degli Autori » pour Métamorphoses
- Festival de Cannes 2018 : sélection officielle en compétition pour Plaire, aimer et courir vite
- Festival de Cannes 2019 : sélection officielle section Un certain regard pour Chambre 212
- Festival international du film de Saint-Sébastien 2022 : sélection officielle en compétition pour Le Lycéen
- Festival de Cannes 2024 : sélection officielle en compétition pour Marcello mio

## Box-office
Le tableau suivant est établi à partir de la base de données Lumière de l'Observatoire européen de l'audiovisuel. La base de données inclut l'ensemble des entrées dans l'Union européenne depuis 1996.
| Film                               | Année de production | Entrées en Europe | Entrées en France |
| ---------------------------------- | ------------------- | ----------------- | ----------------- |
| 17 Fois Cécile Cassard             | 2002                | 48 249            | 48 249            |
| Ma mère                            | 2004                | 128 355           | 128 355           |
| Dans Paris                         | 2006                | 298 567           | 298 567           |
| Les Chansons d'amour               | 2007                | 331 265           | 302 423           |
| La Belle Personne                  | 2008                | 87 402            | 80 257            |
| Non ma fille, tu n'iras pas danser | 2009                | 420 193           | 416 085           |
| Homme au bain                      | 2010                | 15 265            | 14 541            |
| Les Bien-aimés                     | 2011                | 269 811           | 250 588           |
| Métamorphoses                      | 2014                | 37 540            | 36 389            |
| Les Malheurs de Sophie             | 2016                | 537 732           | 537 921           |
| Plaire, aimer et courir vite       | 2018                | 246 840           | 212 386           |
| Chambre 212                        | 2019                | 411 565           | 373 588           |
| Marcello mio                       | 2024                | 253 007           | 202 409           |